# Schlacht bei Crécy
Koordinaten: 50° 15′ 27,2″ N, 1° 54′ 3,4″ O

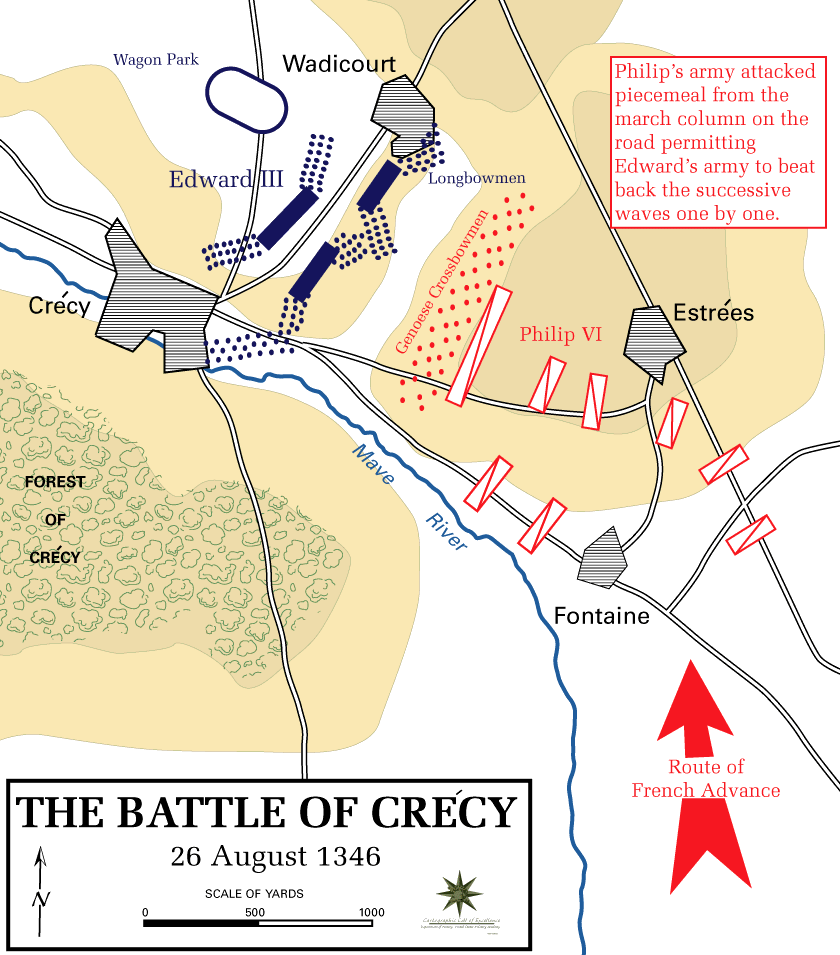
Taktische Darstellung des Schlachtverlaufs

Die Schlacht bei Crécy markierte am 26. August 1346 den Anfangspunkt des Hundertjährigen Krieges auf dem europäischen Festland. In diesem Gefecht beim heutigen Ort Crécy-en-Ponthieu im Département Somme standen sich die Heere von Eduard III. von England und Philipp VI. von Frankreich gegenüber. Eduard III. errang dabei einen entscheidenden Sieg.

## Ausgangsbedingungen
Chroniken setzen den Beginn dieser langen Auseinandersetzung auf das Jahr 1337 an, als die Engländer durch den französischen König Philipp VI. aus dem Haus Valois verdrängt wurden. Englische Kriegsknechte erreichten Frankreich in größerer Zahl erstmals während des Feldzuges von 1346.
Die Franzosen stellten mit den Truppen von Philipp VI. und seinen Verbündeten, dem böhmischen König Johann von Luxemburg – ein Kindheitsfreund Philipps, der sich zum Bündnisdienst verpflichtet hatte – und Karl IV., Sohn Johanns, ohne Lehnsverpflichtungen, ein Heer von etwa 25.000 Mann auf. Das englische Heer war zwar zahlenmäßig unterlegen, doch taktisch disziplinierter und besser positioniert und wurde von König Eduard III. geführt und dessen sechzehnjährigem Sohn Edward of Woodstock, der später als „Schwarzer Prinz“ bekannt wurde.

### Truppenstärke
Die Angaben zur Truppenstärke beider Armeen variieren in den Quellen stark. Sicher ist, dass das französische Heer den englischen Truppen zahlenmäßig deutlich überlegen war. In der modernen Forschung wird davon ausgegangen, dass auf Seiten der Franzosen bis zu 20.000 oder gar 25.000 Mann kämpften, teils wird auch eine etwas geringere Anzahl angenommen.
Das englische Heer war jedenfalls deutlich kleiner und umfasste nach modernen Schätzungen höchstens 12.000 Mann. Die Hälfte dieser Truppen waren Langbogenschützen. In Crécy kämpften die englischen Truppen ausschließlich zu Fuß, da der König seinen Rittern abzusitzen befohlen hatte.

### Aufstellung der englischen Armee
Die englische Armee war wie folgt aufgestellt:
- Linke Flanke (William de Bohun, 1. Earl of Northampton und Richard FitzAlan, 10. Earl of Arundel)
- Mitte (König Eduard III.)
- Rechte Flanke (Edward of Woodstock)

Die Bogenschützen waren auf der linken und rechten Flanke positioniert, wo sich auch drei oder mehr primitive Kanonen befanden.

### Aufstellung der französischen Armee
Die französische Armee war wie folgt aufgestellt:
- 6.000 Armbrustschützen (zumeist aus Genua) unter Carlo Grimaldi und Antonio Doria
- berittene Ritter in drei Treffen:
  - I. Treffen (Philipp VI.)
  - II. Treffen Charles de Valois II., Graf von Alençon und Perche †
  - III. Treffen Johann von Luxemburg, König von Böhmen (der Blinde) †

## Verlauf
Eduard III. hatte seine Truppen in drei Treffen aufgestellt, den rechten Flügel zum Ort Crécy unter dem Kommando des Prince of Wales, den linken unter dem Kommando der Earls of Northampton und Arundel. Das Zentrum (unter Eduard III.) wurde zurückgezogen und diente zugleich als Reserve. Kanonen standen im Zentrum und auf dem rechten Flügel. Die Bogenschützen waren leicht vor der Front positioniert und standen „une fourme de une herse“, was so viel bedeutet wie „schachbrettartig“. Dadurch konnte das zweite Glied zusammen mit dem ersten feuern. Wahrscheinlich schossen das dritte, vierte und fünfte Glied nur, sobald dichtere Massen angriffen oder mit einem hohen Bogenschuss entferntere Ziele zu erreichen waren. Aus den hinteren Gliedern wurden auch die Verluste an Gefallenen und Verwundeten in der Kampfzone ersetzt.
Da das englische Heer vor allem aus Bogenschützen bestand, ließ der englische König seine Ritter weitgehend absitzen und befahl ihnen, sich mit den Schützen und Spießknechten zu Fuß aufzustellen. Diese taktische Maßnahme sorgte dafür, dass die Bogenschützen sich nach dem ersten Pfeilhagel nicht wie üblich zurückzogen. Durch die Beteiligung der Ritter zu Fuß gemeinsam mit den Bogenschützen erreichte der englische König, dass die Schützen in ganz anderer Weise genutzt werden konnten. Mit der Sicherheit durch die Ritter und deren moralischer Unterstützung konnte ein wirksames Dauerfeuer aufrechterhalten werden, welches den Franzosen erhebliche Verluste beibrachte.
Die Schlacht, die erst am Nachmittag begonnen hatte, entwickelte sich früh zugunsten der Engländer. Die französische Infanterie setzte sich vornehmlich aus Armbrustschützen aus Genua zusammen. Die Armbrüste waren zwar auf kurze Distanz durchschlagskräftiger, doch hatten sie eine weitaus geringere Reichweite und deutlich geringere Feuergeschwindigkeit als die englischen Langbogen. Im ersten Treffen rückten die französischen Armbrustschützen gegen die rechte englische Flanke vor. Am Tag jener Schlacht hatte es sehr stark geregnet und die französischen Soldaten hatten einen fast 25 km langen Marsch hinter sich. Die mitgeführten Pavesen (Schutzwände) waren im Tross verblieben, so dass die Armbrustschützen während des Ladens ohne Schutz waren. Zudem bestand der Armbrustbogen dieser Zeit noch nicht aus Eisen, sondern aus Holz, Knochenplatten, Sehnensträngen und wurde mit Haut- oder Knochenleim zusammengehalten. Durch Regenwetter verlor ein solcher Bogen schnell an Spannkraft. Die Armbrustschützen waren fähige Soldaten, aber ihre Armbrüste wurden durch die Nässe – es gab zu Beginn des Gefechts ein weiteres Gewitter – bereits nach wenigen Salven nutzlos. Sie waren ungeschützt dem Dauerbeschuss der englischen Langbogenschützen ausgesetzt, die ihre Bogensehnen während des Regens abgenommen und unter ihren Helmen verwahrt hatten, um sie vor der Nässe zu schützen. Die Armbrustschützen erkannten ihre Chancenlosigkeit, verließen nach diesem ersten Aufeinandertreffen fluchtartig das Schlachtfeld und konnten selbst durch Einsatz von Waffengewalt ihrer Kommandeure nicht aufgehalten werden.
Da sich der rechte englische Flügel in unmittelbarer Nähe zur Marschlinie der französischen Truppen befand, erfolgten dort auch die ersten Angriffe. Der Graf von Alençon, Charles II. Valois, ein Bruder des französischen Königs, scharte zuerst seine Ritter um sich und ging gegen den rechten englischen Flügel vor. Dabei sollen viele der zurückweichenden Armbrustschützen überrannt und getötet worden sein. Die meisten Franzosen gelangten sodann in den verheerenden Pfeilhagel der Langbogenschützen und brachen nach wenigen Versuchen den Angriff wieder ab. Nur wenigen Rittern – unter ihnen Alençon – war es gelungen, überhaupt bis zur englischen Linie vorzudringen. Dort wurden sie von den englischen Rittern im Kampf getötet oder gefangen genommen. Über die Todesumstände Alençons gibt es keine genauen Angaben. Alle weiteren französischen Reiter wurden ebenfalls von den abgesessenen Rittern und den unablässig schießenden Bogenschützen zurückgeschlagen.
Bei einer geschätzten Anzahl von 2000–4000 englischen Langbogenschützen gingen pro Minute ca. 20.000–60.000 Pfeilgeschosse auf die französischen Truppen nieder. Waren sie gestürzt und verwundet, wurden sie von walisischen Fußsoldaten mit langen Messern erstochen. Es folgten immer wieder neue französische Frontalangriffe. Allerdings kamen – je nach Eintreffen auf dem Schlachtfeld – nur einzelne Abteilungen zum Einsatz, die zudem nur mit mäßigem Tempo die Böschung herauf ritten. Insgesamt führten die französischen Ritter fünfzehn oder sechzehn zunehmend unkoordinierte Angriffe durch. Die französischen Verluste waren bereits zu diesem Zeitpunkt enorm. Ganze Abteilungen wurden, hastig aufgestellt, innerhalb kurzer Zeit kampfunfähig oder vernichtet, sobald sie unter den Beschuss der Engländer gerieten. Selbst die berittenen und schwer gepanzerten Mitglieder des französischen Hochadels fielen dem Sperrfeuer der Engländer zum Opfer.
Im zweiten Treffen versuchten nun König Johann von Luxemburg (von Böhmen) und die Ritter unter der Führung des französischen Königs, die Flanken der Engländer zu zerschlagen, während die verbliebenen Ritter des ersten Treffens das Zentrum attackierten. Dem blinden König Johann gelang es tatsächlich, den rechten Flügel zu durchschlagen und zurückzudrängen. Der Herzog von Lothringen, unterstützt vom Grafen von Blois, griff mit seinen Rittern das Banner des Fürsten von Wales an. Die Ritter unter Sir John Chandos, Sir Richard Fitz-Simon und Sir Thomas Daniel verteidigten es mit ihrer Gefolgschaft. In dieser bedrohlichen Phase sandte Edward of Woodstock, der Prince of Wales, an seinen Vater mehrere Boten, damit dieser Verstärkung schickte. Die Antwort lautete, kurz umschrieben: „Wenn er König werden sollte, muss er allein zurechtkommen. Er soll Ruhm erwerben oder sterben.“ Trotzdem kommandierte der König weitere 20 Ritter mit Gefolge aus der Reserve zum rechten Flügel. Diese geringe Hilfe genügte, um den bereits kollabierenden Angriff abzuschlagen. Bei diesem Gefecht fiel der auf französischer Seite kämpfende Johann von Luxemburg. Trotz seiner Blindheit hatte er sich von seinem Bannerträger Heinrich Münch von Basel gegen die englischen Reihen führen lassen und wurde im Nahkampf vom Pferd geschlagen.
Im dritten Treffen versuchte die französische Seite nochmals, unter Einsatz sämtlicher Reserven und angeführt von König Philipp selbst die Entscheidung zu ihren Gunsten zu wenden. Doch den Rittern fehlte die Durchschlagskraft. Geschwächt durch die unablässig schießenden englischen Langbogenschützen fehlte vielen längst der Glaube an den Sieg, und bald wurde auch dieser Angriff im Pfeilhagel zurückgeschlagen. Auch König Philipp selbst kam so weit in diesen Pfeilhagel, dass mindestens ein Pferd unter ihm erschossen wurde. Danach verließ er auf Drängen seiner Umgebung mit kleinem Gefolge das Schlachtfeld.
Nun setzte Edward III. seinerseits seine Reserven ein. Die englischen Ritter stürmten gegen das französische Zentrum und vertrieben die Reste des dritten Treffens. Damit war die Schlacht endgültig entschieden. Die überlebenden französischen Truppen flohen vom Schlachtfeld, ohne von den erschöpften Engländern verfolgt zu werden.

## Nachlese

### Verluste und Folgen

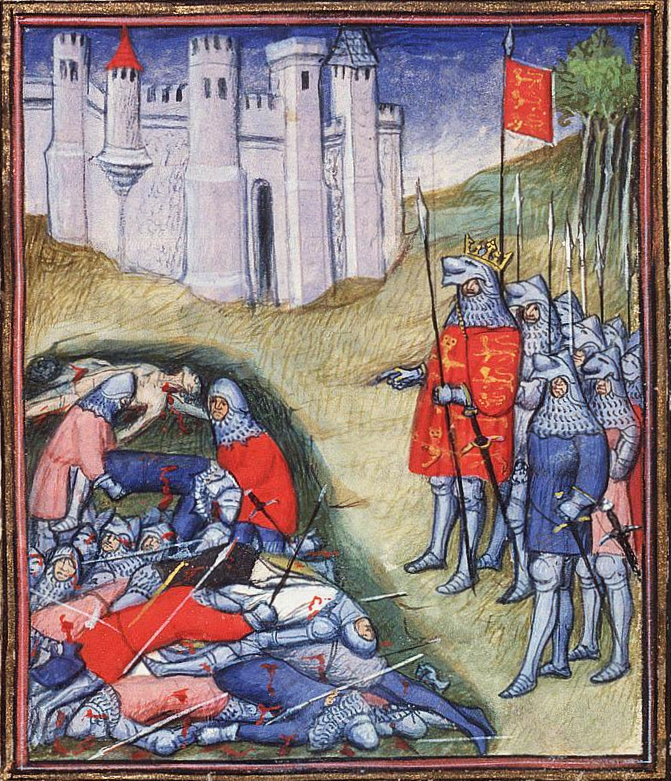
Eduard III. zählt nach der Schlacht die Toten (Darstellung von Jean Froissart)

Die enormen Verluste der französischen Seite waren ausschlaggebend für die weitere französische Geschichte. Nach zeitgenössischen Angaben ergaben sich folgende Verluste:
- König Johann von Böhmen, Graf von Luxemburg
- Charles, Comte d’Alençon
- Louis de Châtillon, Comte de Blois et Dunois
- Ludwig I. (Flandern), Graf von Flandern, Nevers und Rethel
- Raoul, Duc de Lorraine
- Jean IV. Comte d’Harcourt
- Simon I. de Salm
- Louis II. Comte de Sancerre
- Jean II. de Châlon, Comte d’Auxerre
- Edouard Comte de Grandprè

Dazu kamen (nach Sumption) 1542 Ritter und ungezählte einfache Soldaten. Die französische Politik litt unter den Verlusten führender Köpfe. Die Angaben zu den englischen Verlusten variieren in den Quellen und reichen von 40 bis 300 Mann. Einige Forscher gehen zwar von höheren englischen Verlusten aus, doch verloren die Engländer offensichtlich deutlich weniger Männer als die Franzosen, für die die Schlacht eine Katastrophe war.
Edward of Woodstock, der Sohn des englischen Königs Eduards III., seit 1343 Prince of Wales, erhielt nach dieser Auseinandersetzung den Ritterschlag. Nach Beendigung der Schlacht bei Crécy streifte der junge Prinz über das Schlachtfeld und fand die Leiche des blinden böhmischen Königs und Grafen von Luxemburg Johann von Luxemburg, der sich trotz seiner Behinderung auf der Seite der Franzosen in das Schlachtgetümmel gestürzt hatte. Beeindruckt von der Tapferkeit seines Gegners, der zuvor bereits als Verkörperung der Rittertugenden galt, hat Eduard dessen Wahlspruch („ich dien“) in sein eigenes Wappen als Prince of Wales übernommen, in dem es bis in die Gegenwart enthalten ist.

### Betrachtung Tuchman
Die Wertung eines ‚entscheidenden Sieges Eduards III.‘ bei Crécy teilte die US-amerikanische Historikerin Barbara Tuchman nicht: „Die Verfolgung [.. des] geschlagenen Feindes“ fand nicht statt. „Fasziniert von der Beute ihres Sieges, verbrachten die Engländer den nächsten Tag damit, die Toten zu identifizieren und zu zählen.“ Dann marschierten sie „an der Küste entlang, um Calais anzugreifen […] und gruben sich für eine Belagerung ein, die über ein Jahr dauern sollte. […] Der von August 1346 bis August 1347 dauernde Kampf um Calais hatte die Truppen entkräftet und die Reserven aufgezehrt. Proviant, Pferde, Waffen mußten aus England geholt werden, wo die Beschlagnahmung von Getreide und Vieh wirtschaftliche Härten heraufbeschwor und die Übernahme von Handelsschiffen den Wollexport ruinierte und das Steueraufkommen senkte. […] Der neue Brückenkopf in Frankreich hatte keine Folgen außer einem Waffenstillstand, der bis 1351 hielt.“ Die Engländer „hatten eine Seeschlacht (Seeschlacht von Sluis, 1340) und eine Feldschlacht ruhmvoll gewonnen und waren dennoch weit davon entfernt, Frankreich oder seine Krone zu erobern. […] Crécy und Calais garantierten, daß der Krieg weiterging – aber nicht sofort, denn 1347 stand Europa am Rand der tödlichsten Katastrophe der überlieferten Geschichte.“ Gemeint ist die von späteren Chronisten „Schwarzer Tod“ genannte Pest.

### Erwähnung in der Populärkultur
Die Schlacht wird in den Romanen Die Tore der Welt von Ken Follett, Der Bogenschütze von Bernard Cornwell sowie Legenden des Krieges: Das blutige Schwert von David Gilman beschrieben. Einige der Hauptpersonen nehmen – teils aktiv, teils passiv – an der Schlacht teil. Erwähnt wird die Schlacht von Crécy auch in der Erzählung Das letzte Abenteuer von Heimito von Doderer in einem Gespräch, das der Protagonist, der spanische Ritter Ruy de Fanez, mit seinem Knappen Patrik über die englischen Langbögen führt. Im Film Black Death, der im Jahr 1348 zur Zeit der Pestepidemie spielt, erzählt ein Söldner ebenfalls von seiner Teilnahme an der Schlacht.
Des Weiteren erzählt der Comic Crécy von Warren Ellis und Raulo Caceres die Geschichte von der Schlacht von Crécy aus der Sicht eines englischen Bogenschützen.
Der Flugmotor Rolls-Royce Crecy wurde nach der Schlacht von Crécy benannt.